# Google Fi
Google Fi est un opérateur mobile virtuel (MVNO) proposé aux États-Unis par Google, qui propose des forfaits prépayés donnant accès à un service de SMS, téléphonie et données mobiles sur wifi ainsi que sur plusieurs réseaux mobiles américains (Sprint, T-Mobile, U.S. Cellular et Three), le smartphone de l'usager passant de l'un à l'autre pour optimiser son accès au réseau. Le service a été lancé sur invitation en avril 2015 (sous le nom de « project Fi ») pour le Nexus 6, avant de s'ouvrir au public en mars 2016. Depuis octobre 2016 les smartphones Pixel et Pixel XL sont également supportés. En novembre 2018 le service devient « Google Fi » et annonce le support de l'iPhone ainsi que d'un grand nombre de smartphones sous Android. Fin 2018, des rumeurs annoncent un possible lancement du service en Europe.